# Laudio
Llodio (baskijski: Laudio) – gmina w Hiszpanii, w prowincji Araba, w Kraju Basków, o powierzchni 37,56 km². W 2011 roku gmina liczyła 18 498 mieszkańców.

## Współpraca
- Bukra, Sahara Zachodnia
- Somoto, Nikaragua